# Erin (Tennessee)
Erin es una ciudad ubicada en el condado de Houston en el estado estadounidense de Tennessee. En el Censo de 2010 tenía una población de 1.324 habitantes y una densidad poblacional de 125,05 personas por km².

## Geografía
Erin se encuentra ubicada en las coordenadas 36°18′57″N 87°42′10″O / 36.31583, -87.70278. Según la Oficina del Censo de los Estados Unidos, Erin tiene una superficie total de 10.59 km², de la cual 10.58 km² corresponden a tierra firme y (0.05%) 0.01 km² es agua.

## Demografía
Según el censo de 2010, había 1.324 personas residiendo en Erin. La densidad de población era de 125,05 hab./km². De los 1.324 habitantes, Erin estaba compuesto por el 0.09% blancos, el 6.57% eran afroamericanos, el 0.15% eran amerindios, el 0.23% eran asiáticos, el 0% eran isleños del Pacífico, el 0.3% eran de otras razas y el 2.64% pertenecían a dos o más razas. Del total de la población el 1.06% eran hispanos o latinos de cualquier raza.